# Leiognathus
Leiognathus là một chi cá trong họ Cá liệt bản địa của Ấn Độ Dương và Tây Thái Bình Dương

## Các loài
Hiện hành các loài sau đây được ghi nhận là nằm trong chi này
- Chi Leiognathus Lacépède, 1802
  - Leiognathus berbis (Valenciennes, 1835): Cá liệt bè
  - Leiognathus brevirostris (Valenciennes, 1835): Cá liệt trơn
  - Leiognathus equula (Forsskål, 1775): Cá ngãng ngựa hay cá liệt lớn
  - Leiognathus longispinis (Valenciennes, 1835).
  - Leiognathus mazavasaoka (Baldwin & Sparks, 2011) (đồng nghĩa: Secutor mazavasaoka)
  - Leiognathus parviceps (Valenciennes, 1835).
  - Leiognathus robustus Sparks & Dunlap, 2004.
  - Leiognathus ruconius (Hamilton, 1822) (đồng nghĩa: Secutor ruconius): Cá liệt vằn lưng, cá ngãng sạo.
  - Leiognathus striatus James & Badrudeen, 1991.